# Paroisse Saint Jean-Paul II Kisangani
 (janvier 2025).
La Paroisse Saint Jean-Paul II  est une paroisse catholique située dans la commune de Makiso, à Kisangani, en République démocratique du Congo (RDC). Intégrée à l’archidiocèse de Kisangani, elle occupe une place centrale dans la vie spirituelle, culturelle et sociale de la communauté catholique locale.

## Historique
La Paroisse Saint Jean-Paul II à Kisangani est une communauté catholique dynamique située dans la commune de Makiso, au cœur de la ville.
Elle porte le nom de l’ancien pape Jean-Paul II, qui a visité la ville en mai 1980, marquant ainsi un moment historique pour la communauté chrétienne locale.
Cette paroisse est active dans diverses activités religieuses et communautaires, notamment des campagnes d’évangélisation et des événements culturels. Par exemple, la communauté Famille Chrétienne de Kisangani a organisé sa 6e campagne d’évangélisation en 2023, avec la participation de la Paroisse Saint Jean-Paul II. De plus, l’Université Catholique de Kisangani, située à proximité, célèbre chaque année la fête patronale dédiée à Saint Jean-Paul II, renforçant ainsi les liens entre l’église et l’institution académique.

## Architecture
- Les matériaux de construction (briques, béton, pierre, bois).
- La disposition intérieure : nef principale, chapelles annexes, autel, vitraux.

Éléments distinctifs
- Décorations religieuses (statues, fresques, mosaïques)[3].

Elle se distingue par :
- des façades photographiques représentant des scènes bibliques et des symboles de Marie-Clémentine Anuarite Nengapeta ;
- un clocher majestueux ;
- un intérieur spacieux, conçu pour favoriser le recueillement et l'adoration, avec une décoration sobre et élégante.

## Rôle pastorale
Le rôle pastoral de la Paroisse Saint Jean-Paul II à Kisangani s’inscrit dans sa mission d’accompagner la communauté catholique locale sur les plans spirituel, social et moral. Voici une description possible :
Rôle social et communautaire
- Soutien aux familles dans le besoin par des œuvres de charité (distribution de nourriture, aide matérielle).
- Organisation d’activités pour renforcer la cohésion sociale (fêtes paroissiales, réunions communautaires).

Engagement dans la jeunesse
- Organisation de programmes pour la jeunesse (groupes scouts, chorales, formations).
- Sensibilisation des jeunes aux enjeux sociaux et spirituels pour qu’ils deviennent des acteurs de changement.

La paroisse joue ainsi un rôle essentiel dans la vie des fidèles, en les aidant à vivre leur foi et à contribuer positivement à la société: 
- Liturgiques : La messe est célébrée quotidiennement, avec une affluence particulièrement forte lors des offices dominicaux et des fêtes religieuses[5].

## Adresse
- Adresse : Makiso, Kisangani, République démocratique du Congo[6].